# José Bianco
José Bianco (Buenos Aires, 21 novembre 1908 – Buenos Aires, 24 aprile 1986) è stato uno scrittore, giornalista, traduttore e saggista argentino.
Scrisse romanzi, racconti, saggi e traduzioni, e fu segretario della rivista Sur per più di due decenni.

## Biografia

### Esordi
Iniziò la sua carriera letteraria con la pubblicazione de racconto El Lìmite nel marzo del 1929 sul quotidiano La Nación.
Successivamente pubblica La Pequeña Gyaros nel 1932, col quale ottenne il Premio Biblioteca del Jockey Club. Nel 1941 viene pubblicata una delle sue opere più importanti, Sombras suele vestir. Scritto inizialmente per la Antologia della letteratura fantastica realizzata da Borges, Bioy Casares e Silvina Ocampo, Bianco preferì tenerlo per sé e la antologia fu pubblicata senza il suo racconto nel 1940. Il racconto fu incluso comunque in una edizione successiva dell'antologia nel 1962. Nel 1943 vede la luce un'altra delle sue opere principali, Las Ratas.
Alcune delle sue opere sono accompagnate da prologhi di Jorge Luis Borges di cui era amico.
In uno di questi prologhi, Borges scrive di lui "José Bianco è uno dei nostri primi scrittori e uno dei meno famosi. La spiegazione è facile: Bianco non curò mai la sua fama, questa cosa rumorosa che Shakespeare paragonò a una bolla e che adesso hanno in comune le marche di sigarette e i politici. Ha preferito la lettura, la scrittura di buoni libri, la riflessione, l'esercizio integro della vita e la generosa amicizia. La sua opera originale è parca, dato che l'ha ripensata e limata. I manoscritti che hanno preceduto il testo che l'autore ha dato alle stampe non si lasciano sentire; tutto ci sembra spontaneo, sebbene indubbiamente non lo sia."
Fu inoltre molto amico dello scrittore cubano Virgilio Piñera e di Juan Jose Hernandez.

### Periodo nella rivistaSur
Fece parte del circolo della rivista Sur, fondata e diretta da Victoria Ocampo, per poi entrare a far parte della direzione in quanto segretario di redazione, tra il 1938 e il 1961, anno in cui ruppe con la Ocampo e si allontanò dalla redazione. Tra i motivi che portarono a questa divisione ci fu la sua visita a Cuba, dove aveva appena trionfato la Rivoluzione e dove aveva partecipato come giurato nel Premio Casa de las Americas senza aver slegato la sua presenza ufficialmente dalla rivista. Nel numero 85 di Sur, di ottobre 1941 fu pubblicato il suo Sombras suele vestir; anche Las Ratas fu pubblicato successivamente sulla rivista.

### Maturità
Nel 1961 iniziò il suo lavoro per la casa editrice universitaria di Buenos Aires, EUDEBA, curando la collana "Genio y figura", incarico al quale però rinuncia nel 1967, a causa della crescente influenza della dittatura di Juan Carlos Onganía in Argentina.
Nel 1963 il regista Luis Saslavsky realizzò un adattamento cinematografico del suo Las ratas (I topi).
Nel 1973 pubblicò il suo romanzo La pérdida del reino, un romanzo a chiave che ha come protagonisti l'alta società di Buenos Aires e Córdoba e l'ambiente artistico e intellettuale della Parigi del dopoguerra. Verosimilmente ci sono riferimenti al matrimonio tra Octavio Paz e Elena Garro. Con una prosa raffinata e misurata, narra la storia di uno scrittore che si imbatte nell'amore e nell'impossibilità di scrivere. Questa opera si inserisce nella genalogia letteraria tracciata da due autori particolarmente importanti per Bianco, Henry James e Marcel Proust.
Di Henry James fu anche traduttore, così come di Jean-Paul Sartre, Ambrose Bierce e Julien Benda.
Morì nel 1986 a Buenos Aires per complicanze respiratorie.
Nel 2018 esce per EUDEBA Epistolario, una raccolta di corrispondenze dell'autore con diverse persone attraverso cui si delineano alcuni aspetti della sua biografia. Tra di esse, le lettere scambiate con Mario Vargas Llosa che precedono la pubblicazione di La perdida del reino, quelle dirette a Victoria Ocampo che chiariscono la rottura avvenuta tra i due, e una serie di missive sulla Rivoluzione cubana, prima entusiaste, poi via via più scettiche, scambiate con Juan Jose Hernandez e María Rosa Oliver. La critica mossa contro la rivoluzione è legata ad un episodio avvenuto nel 1968, in occasione di un concorso letterario indetto dall'Unione Studenti e Artisti Cubani, in cui furono contestati dagli organizzatori del premio i romanzi vincitori, Fuera de juego di Heberto Padilla e Los siete contra Tebas di Antón Arrufat, perché ritenute opere controrivoluzionarie. In Epistolario inoltre si scorge in Josè Bianco una certa dubbiosità e autocritica sulla propria opera, e al contrario, ammirazione per l'opera di colleghi come Adolfo Bioy Casares e Silvina Ocampo.

## Opera selezionata
- La pequeña Gyaros. Cuentos. Neuaufl. Seix Barral, Barcelona 1994, ISBN 950-731-093-2.
- La pérdida del reino. Novela. Ediciones B, Barcelona 1987, ISBN 84-7735-098-1.
- Las ratas. Novela. Seguido de „Sombras suele vestir“. Editorial Anagrama, Barcelona 1987, ISBN 84-339-1752-8.
- Sombras suele vestir. Novela. Emecé, Cuadernos de la Quimera, Buenos Aires, 1944. (Había aparecido previamente en la revista Sur, en 1941).
- Ficción y realidad. 1946-1976. Monte Avíla, Caracas 1977.
- Epistolario, EUDEBA. Buenos Aires 2018 ISBN 978-950-23-2862-1[4]

## Opera tradotta in italiano
- Ombre. Sellerio, Palermo 1992, trad. di Maria Teresa Marzilla,[5]